# Чахловка (село)
Ча́хловка (рос. Чахловка) — село у складі Шабалінського району Кіровської області, Росія. Входить до складу Черновського сільського поселення.
Населення становить 88 осіб (2010, 214 у 2002).
Національний склад станом на 2002 рік — росіяни 95 %.